# Relations entre l'Australie et la France
Les relations entre l'Australie et la France sont des relations internationales s'exerçant entre un État d'Océanie, le Commonwealth d'Australie, et un autre principalement européen, la République française. Elles sont structurées par deux ambassades, l'ambassade d'Australie en France et l'ambassade de France en Australie.
En 2021, l'annulation abrupte par l'Australie d'un contrat de 24 milliards d'euros pour la fabrication de 12 sous-marins pour la marine royale australienne emporté par le groupe industriel français DCNS provoque une crise politique majeure entre les deux pays, l'ambassadeur de France en Australie étant rappelé et les ministres français des Affaires étrangères et des Armées parlant de « trahison » de la part de l'Australie.

## Histoire

### Premiers liens
En 1785, Jean-François de La Pérouse amarre sur les rives australiennes et y est bien reçu par les Anglais. De 1800 à 1803, Nicolas Baudin explore la côte ouest de l'Australie en mission scientifique à bord du Géographe. Entre 1836 et 1850, 522 Français sont recensés en Australie. En 1871, ils sont 2 411.
Le consulat de France à Sydney, la première représentation diplomatique française en Australie, ouvre en 1842 à la suite d'une ordonnance du roi Louis-Philippe Ier de 1839. Marc Faramond est le premier consul français en Australie. En 1854, un deuxième consulat français ouvre à Melbourne. Le 6 juin 1864, les deux pays signent leur premier accord concernant l'extradition des marins déserteurs. Les entreprises et institutions françaises suivent avec la Banque nationale de Paris qui s'établit en Australie en 1881, Le Courrier australien en 1892, puis les Alliances Françaises de Melbourne et Sydney en 1890 et 1899.

### Développement auXXesiècle
Des liens diplomatiques entre la France et l'Australie (qui n'était pas encore indépendante) existent depuis le XIXe siècle. Ces relations sont sorties renforcées des conflits mondiaux de la première moitié du XXe siècle, la Première Guerre mondiale et la Seconde Guerre mondiale ont, en effet, vu l'engagement de l'armée australienne sur le sol français (Plus de 300 000 soldats australiens ont pris part au premier conflit mondial, 46 000 sont morts).
En 1936, les deux pays signent leur premier accord commercial qui permet à la France de béńeficier des avantages de la zone sterling et alléger les taxes douanières, très élevées jusqu'alors. En juillet 1944, la première ambassade française ouvre à Canberra. Pierre Augé est le premier ambassadeur de France en Australie. Un nouveau bâtiment est inauguré en 1959, et contient en son sein un monument aux morts australiens de la Première Guerre mondiale.
Dans les années 1980, les relations entre les deux nations ont été mises à mal par les tensions en Nouvelle-Calédonie, tandis que les essais nucléaires français en Polynésie, qui avaient débuté dès la fin des années 1960, ont inquiété les autorités australiennes pendant de nombreuses années.
En 2003, la France et l'Australie signent l'accord de mise en place du programme vacances-travail à destination des jeunes. En parallèle, des accords concernant les territoires australes et antarctiques français sont également signés.

### Renforcement depuis 2010

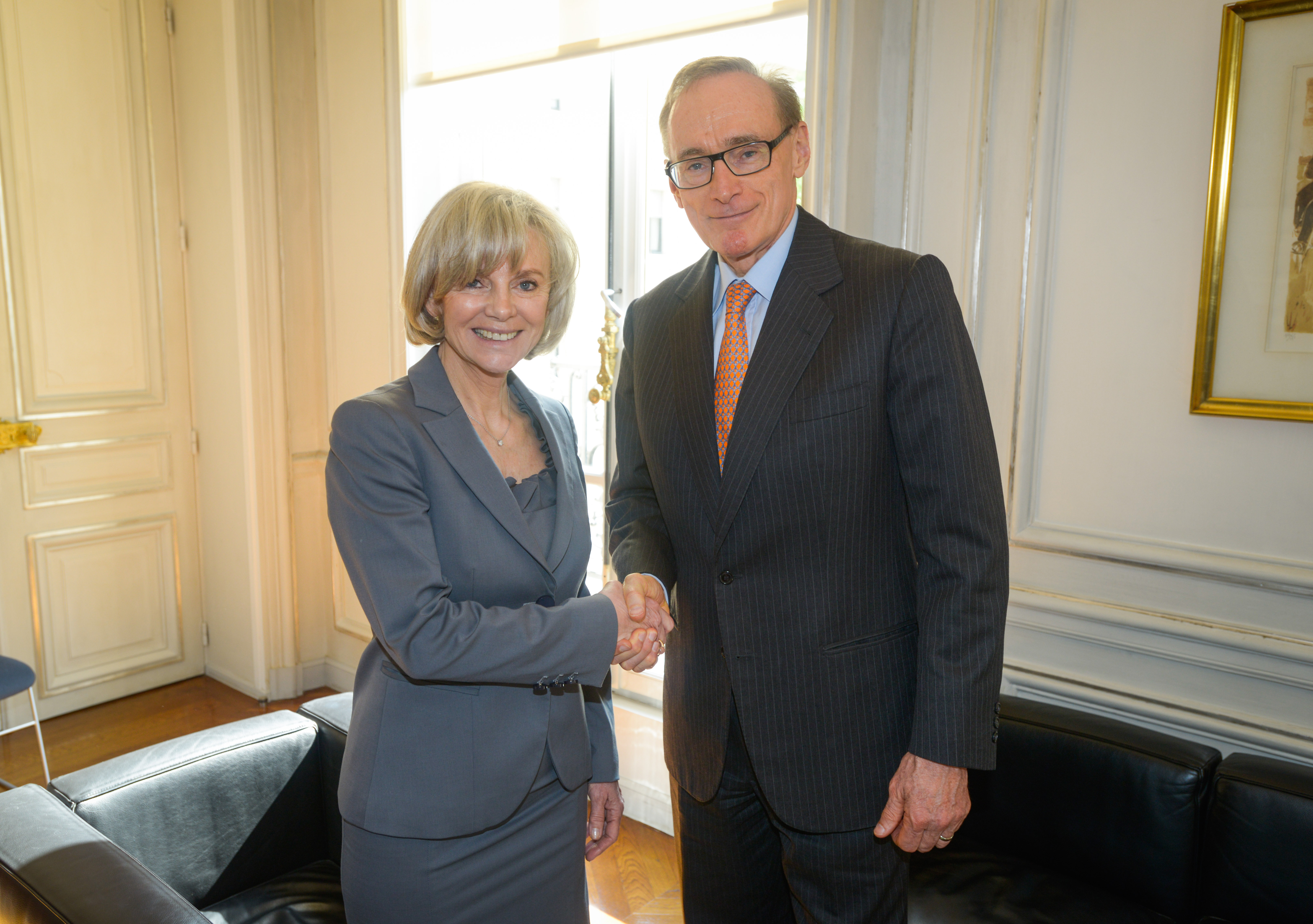
Rencontre entre l'ancien ministre des affaires étrangères australien, Bob Carr, et la présidente de la commission des affaires étrangères de l'Assemblée nationale, Élisabeth Guigou.

En 2012, la signature d'un partenariat stratégique franco-australien vise à renforcer la coopération des deux pays, notamment par des rencontres régulières entre les ministres français et australiens, dans les domaines politique, économique mais aussi dans celui de la défense (la coopération militaire et sécuritaire s'était déjà développée dans les années précédentes afin de mieux lutter contre le terrorisme).
En 2014, le président français François Hollande effectue une visite officielle en Australie, la première visite d'un président français en Australie en 200 ans.

### Crise diplomatique de 2021
En avril 2016, le groupe industriel français DCNS remporte un contrat de 34 milliards d'euros pour la fabrication pour la marine royale australienne de 12 sous-marins dérivés du Shortfin Barracuda (propulsion diesel et non nucléaire) pour remplacer une flotte de 6 sous-marins de classe Collins,. L'Australie annule brutalement cet important contrat le 15 septembre 2021 en annonçant AUKUS, un nouvel accord de coopération militaire avec les États-Unis et le Royaume-Uni lui permettant d'acquérir des sous-marins à propulsion nucléaire,. Cette annulation provoque une crise diplomatique majeure entre la France, les États-Unis et l'Australie,,,,. La France proteste dans un communiqué conjoint de Jean-Yves Le Drian et Florence Parly, en dénonçant une décision contraire à « la lettre et à l’esprit de la coopération » et à la « confiance politique » qui prévalait jusque-là entre les deux pays. Ces deux-mêmes évoquent une « trahison » de la part de l'Australie,. À la demande d'Emmanuel Macron, la France rappelle pour consultation ses ambassadeurs aux États-Unis et en Australie, en qualifiant les annonces australiennes de « comportements inacceptables » d'une « gravité exceptionnelle »,.
Le 6 octobre 2021, le ministre français des Affaires étrangères annonce en commission parlementaire le retour de l'ambassadeur de France à Canberra.
L'épilogue de la crise semble être l'annonce du premier ministre australien, Anthony Albanese, dans laquelle il déclare le 11 juin 2022 que « l’Australie va verser 555 millions d’euros au groupe industriel français Naval Group pour rupture de contrat ».
Le président français Emmanuel Macron et le Premier ministre australien Anthony Albanese ont passé la majeure partie du week-end à parler de leurs équipes nationales - Les Bleues et les Matildas, qui s'affrontent en quart de finale de la Coupe du monde féminine.

## Relations économiques
Les liens économiques entre la France et l'Australie sont très forts : la France est le huitième investisseur étranger en Australie avec plus de 400 entreprises françaises présente sur place (dont certaines ont une place majeure comme Total, Suez, Areva, EADS ou Thales). Cependant, la balance commerciale penche fortement en faveur de la France : en 2012, les exportations australiennes se sont élevées à 1,1 milliard de dollars (principalement du charbon) alors que les importations de produits français ont rapporté à la France 3,8 milliards de dollars (notamment en boissons alcoolisées et en médicaments).

## Liens culturels et universitaires
Le français est la deuxième langue vivante la plus étudiée juste après le japonais et est enseigné tant dans les universités australiennes que par les établissements de l'Alliance française présents sur place. Cette dernière a aussi organisé le festival du film français Alliance française qui a rassemblé plus d'un million de spectateurs australiens lors de l'édition 2013.
Il existe de nombreux partenariats entre les universités françaises et australiennes, et un accord conclu en 2009 permet la reconnaissance mutuelle des diplômes tandis que plusieurs doubles-diplômes ont également été mis en place.
Pour l'année 2011 uniquement, ce sont 6 000 Français qui sont partis étudier en Australie. Selon le recensement australien de 2011, 24 675 Australiens se déclarent nés en France, (soit une progression de 28,61 % par rapport au recensement de 2006) parmi lesquels sont dénombrés 12 114 femmes (49,1 %) et 12 561 hommes (50,9 %).